# Smoljanovci
Smoljanovci – wieś w Chorwacji, w żupanii pożedzko-slawońskiej, w gminie Velika. W 2011 roku liczyła 3 mieszkańców.